# Pericopsis
Pericopsis là một chi rau đậu thuộc họ Fabaceae. 
Nó gồm các loài:
- African Teak (Pericopsis elata)
- Nandu Wood (Pericopsis mooniana)